# Eusébio Oscar Scheid
Eusébio Oscar Scheid S.C.I., brazilski rimskokatoliški duhovnik, škof in kardinal, * 8. december 1932. † 13. januar 2021.

## Življenjepis
3. julija 1960 je prejel duhovniško posvečenje.
11. februarja 1981 je bil imenovan za škofa São Joséja dos Campos in 1. maja istega leta je prejel škofovsko posvečenje.
23. januarja 1991 je postal nadškof Florianópolisa, 25. julija istega leta nadškof São Sebastiãa do Rio de Janeiro in 3. oktobra 2001 škof Brazilije za verujoče vzhodnih cerkva.
21. oktobra 2003 je bil povzdignjen v kardinala in imenovan za kardinal-duhovnika Ss. Bonifacio ed Alessio.
Kot nadškof Ria de Janeira se je upokojil februarja 2009, kot brazilski škof za vzhodne cerkve pa leta 2010. 
Umrl je 13. januarja 2021.